# Свято-Троицкая церковь (Быхов)
Свя́то-Тро́ицкая це́рковь (Храм Свято́й Живонача́льной Тро́ицы) — православный храм в Быхове, Республика Беларусь. Расположена на ул. Куйбышева, 2. Построена из дерева в 1890—1899 годах. Второй раз была освящена архиерейским чином 29 декабря 1967 года; первичную дату установить невозможно. Памятник народного зодчества. Настоятелем является протоиерей Николай Павлович; при храме имеются причтовый дом, воскресная школа, библиотека, сестричество.

## Архитектура
Композиция храма, построенного на кирпичном оштукатуренном фундаменте, является продольно-осевой крестово-купольной в плане. С восточной стороны в месте пересечения пятигранных крыльев трансепта и алтарной части (также пятигранной) находятся две небольшие ризницы с односкатными крышами; над пятигранной апсидой и боковыми приделами крыши вальмовые. Единый прямоугольный объём, в который объединены притвор и бабинец, от фронтального фасада завершает высокая двухъярусная восьмигранная звонница. Высший ярус звонницы характеризуется прямоугольными оконными проёмами в отличие от полуциркульных проёмов низшего яруса. Над средокрестием, перекрытым сомкнутым сводом на парусах, воздвигнут восьмигранный светловой барабан (диаметр 8 метров, высота – 12,5). Звонницу и светловой барабан завершают сомкнутые гранённые купола, в случае с барабаном — с дополнительной маковкой (на восьмигранной основе). В Свято-Троицкой церкви три входа, оформленных в виде широких каменных крылец, на двух деревянных колонах каждого из которых покоятся козырьки. Фасады с арочными, полуциркульными оконными проёмами были обшиты вертикально и опоясаны по периметру простым карнизом. В отличие от сомкнутого свода центральной части (средокрестия) весь потолок остальной части храма является плоским и подшивным.
С 1953 по 2008 год в храме находился чудотворный образ 1659 года «Богоматерь Одигитрия Барколабовская», который прежде хранился в Барколабовском Свято-Вознесенском женском монастыре.

## Комментарии
1. ↑  Иногда как время постройки называется середина XIX века. См.: Міцянін А. А. Быхаўская Троіцкая царква // Архітэктура Беларусі. — Минск: БелЭн, 1993. — С. 98. — 620 с. — ISBN 5-85700-078-5..
2. ↑  Иногда указывается как трёхъярусная. См.: Міцянін А. А. Быхаўская Троіцкая царква // Архітэктура Беларусі. — Минск: БелЭн, 1993. — С. 98. — 620 с. — ISBN 5-85700-078-5..